# Lisebergs trädgårdar
Lisebergs trädgårdar är ett delvis nytt trädgårdsområde i nöjesparken Liseberg i Göteborg. Området invigs 23 april 2016.
Området breder ut sig på Liseberget från AtmosFear till Flume ride och täcker 6 310 kvadratmeter, varav 1 900 kvadratmeter är planteringar. Liseberg har investerat 170 miljoner kronor i området som förutom trädgårdar innehåller nya promenadstråk, ett kafé, åkattraktionerna AeroSpin och Blomsterkarusellen, samt lekplatsen Barnens paradis.

## Trädgårdar
- Den förbjudna trädgården[3]
- Emilys trädgård - Placerad mitt i Barnens paradis.[4]
- Lustgården - 20 000 kvadratmeter stort trädgårdsområde som öppnade 2008 och innehåller flera småområden[5]:
  - Tage Andersens paviljong
  - Skuggiga stigen
  - Gläntan
  - Ängen
  - Vattentrappan/Vita forsen
  - Älvorna
  - Täta skogen
  - Vilan
  - Indiansommar
  - Vattenfallet
  - Växtoasen
  - Rosa entrén